# Executor (film)
Executor (The Soldier) è un film statunitense del 1982 diretto da James Glickenhaus. La pellicola narra le gesta di un moderno agente segreto americano a capo di una squadra di combattenti preparati ad intervenire in ogni momento e in qualsiasi parte del mondo per contrastare qualunque possibile minaccia.

## Trama
"Executor" è il nome in codice (a conoscenza solo del presidente degli Stati Uniti) di un agente a capo di una squadra speciale di cinque uomini preparati per fronteggiare qualunque situazione in qualsiasi parte del mondo. Executor ha la piena libertà d'azione e solo il capo della CIA conosce e può controllare il suo operato. Dopo che un gruppo di terroristi (legati al KGB) ruba del plutonio e minaccia i campi petroliferi dell'Arabia Saudita con una bomba atomica, lui e i suoi compagni sono chiamati ad intervenire per sventare la minaccia di una possibile catastrofe nucleare. Ad aiutarlo nella pericolosa missione si unisce anche la bella e possessiva donna capo dei servizi segreti israeliani.

## Produzione

### Regia
In un'intervista concessa ad un quotidiano, all'epoca dell'uscita del film nelle sale italiane, James Glickenhaus ha dichiarato di essersi ispirato oltre che al romanzo "The Curve of Binding Energy" di John McPhee anche alla realtà del mondo contemporaneo e questo per creare un agente segreto più moderno rispetto a quello di James Bond che a suo dire è legato a stili ormai superati.

### Cast
La parte del protagonista è stata affidata al giovane Ken Wahl già noto al pubblico italiano per la sua performance in The Wanderers - I nuovi guerrieri e per il ruolo di Corelli in Bronx 41º distretto di polizia al fianco di Paul Newman.
Nel film compare (in una breve scena) anche Klaus Kinski nei panni di un agente segreto sovietico.

### Riprese
Le riprese sono avvenute negli Stati Uniti e più precisamente a Philadelphia in Pennsylvania e nello Stato di New York (località Buffalo e Cascate del Niagara), in Germania nei pressi di Berlino, in Austria località St. Anton e nello Stato d'Israele.

## Colonna sonora

### Album
La colonna sonora originale del film è curata dal gruppo Tangerine Dream ed è stata distribuita su un CD del 2014 della Orange Records (ORCD-19822012) con il titolo "The Soldier"

#### Tracce
1. Opening - 1:02
2. Berlin Bedtime Bond - 5:32
3. Niagara Falls Checkpoint - 1:40
4. Desert Detonation Device - 6:02
5. Virtual Shooting Range And Kansas Arrival - 2:25
6. Black Fighter Attack - 1:58
7. The Soldier's Force - 4:44
8. Counterstrike Commando - 3:46
9. Warhead Hijack - 1:08
10. City Chase - 3:45
11. Berlin Border Breach - 2:46
12. The Takeover - 3:14
13. Interception Incident - 1:35
14. Nuclear Transport - 3:35
15. Agency Assignment - 4:40
16. Israeli Intelligence Interference - 3:46
17. Light Bulb Bomb - 4:03
18. Aerial Approach - 3:26
19. Checkpoint Charlie Challenge - 1:35
20. Berlin Briefing - 0:58
21. Cat And Mouse Game - 2:27
22. Embassy Escape - 3:52
23. Susan's Seduction - 5:16
24. Turning Point - 2:38
25. Assault Aftermath - 1:31
26. Russian Renegades Return - 2:19
27. Alpine Aggression - 1:16
28. Dracha Determination - 3:26
29. Philadelphia Plot - 1:13
30. Liberty Island, NYC - 4:05

Tutte le tracce sono composte ed eseguite dai Tangerine Dream.

## Promozione
- I manifesti e le locandine usate per la promozione del film all'epoca della sua diffusione nelle sale cinematografiche italiane sono state curate dall'illustratore Enzo Sciotti.[4]

## Distribuzione
Il film è stato distribuito nelle sale cinematografiche italiane nel febbraio del 1983.

### Data di uscita
Le date di uscita internazionali nel corso degli anni sono state:
- Giugno 1982 in USA (The Soldier)
- 7 giugno 1982 in Francia (Le soldat)
- 25 luglio 1982 in Germania Ovest (Der Söldner)
- 3 febbraio 1983 in Italia

### Edizioni home video
- La prima pubblicazione italiana del film per il circuito home video è stata una videocassetta VHS della domovideo alla quale ha fatto seguito una della Cecchi Gori Home Video.
- Nel novembre del 2006 la Universal ha distribuito per la prima volta in Italia il film in DVD (codice EAN:5050582459838) contenente due tracce audio (italiano e inglese) e come contenuti extra: una photogallery, il trailer originale e un documentario dedicato.

## Accoglienza

### Critica
- In un articolo pubblicato sul quotidiano La Stampa (all'epoca dell'uscita del film nelle sale cinematografiche) viene espresso un giudizio mediocre: "La realizzazione è di maniera, gli attori (s'intravede anche Kinski) poco rilevanti, lo stile quello di un buon album a fumetti".[7]
- Una peculiarità del film è quella di essere considerato come uno dei pochi dove la figura della CIA è rappresentata in maniera positiva anzi nel caso specifico viene considerata l'unica in grado di salvare il mondo da un possibile olocausto nucleare.[8]
- In "The Mystery Fancier" Guy M. Townsend ritiene che il film sia sospettosamente simile a I mastini della guerra di Frederick Forsyth.[9]